# Cryptocephalus atrofasciatus
Cryptocephalus atrofasciatus är en skalbaggsart som beskrevs av Martin Jacoby 1880. Cryptocephalus atrofasciatus ingår i släktet Cryptocephalus och familjen bladbaggar. Inga underarter finns listade i Catalogue of Life.